# Under Age (film 1941)
Under Age è un film del 1941 diretto da Edward Dmytryk.